# رادوجني (مقاطعة فلاديمير)
رادوجني، فلاديمير أوبلاست (بالروسية: Радужный) هي إحدى مدن روسيا في الكيان الفدرالي الروسي فلاديمير أوبلاست.

## أعلام
- أليكسي فولكوف